# Giovanni Battista Castello

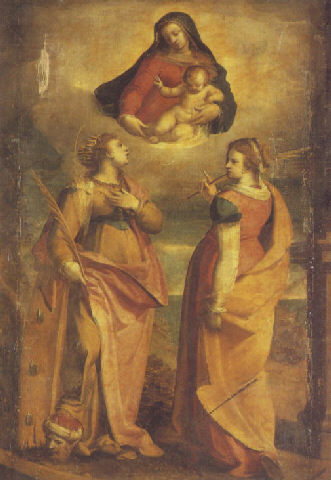
Aparición de la Virgen a las santas Apolonia y Catalina (atribuido).

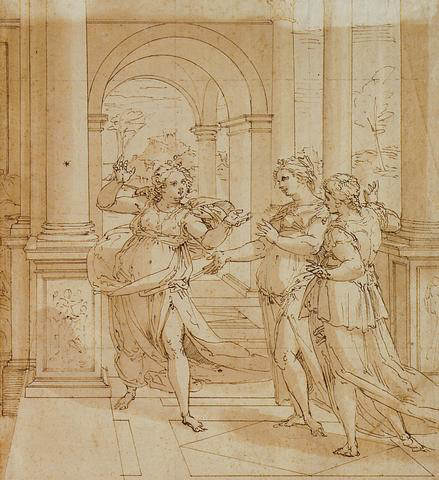
Psyché revela su amor a sus hermanas, dibujo.

Giovanni Battista Castello, llamado Il Bergamasco por su origen (Gandino, 1500 o 1509 - Madrid, 1569), fue un pintor italiano, especializado en escenas históricas. También ejerció como arquitecto.

## Biografía
Nacido en Gandino, en la provincia de Bérgamo, se le conoció con el apodo de Il Bergamasco, para distinguirlo de otro pintor genovés de miniaturas de idéntico nombre. Sus trabajos más célebres fueron las pinturas para la cúpula de la basílica de la Santissima Annunziata del Vastato.
Se estableció en Roma desde muy joven, donde estudió los secretos del arte. Fue compañero de estudios de Peruzzi y los hermanos Zuccari. En su juventud, realizó su aprendizaje con Aurelio Busso, de Crema, uno de los pupilos de Polidoro da Caravaggio. Más tarde, independizado, consiguió el mecenazgo de Tobia Pallavicino, que le envió a Roma durante algunos años. Volvió para decorar el Palazzo Pallavicino y la iglesia de San Marcellino. 
Con treinta años se trasladó a Génova, donde trabajó con encargos privados y para la Iglesia. Entre otras grandes obras, realizó las Escenas de la Vida de Ulises en la Villa delle Peschire y las Escenas mitológicas del Palacio Cataldi de Génova. Pintó un Martirio de San Sebastián para el monasterio genovés de San Sebastiano y junto a Luca Cambiaso, se encargó de las decoraciones del techo del coro de la Nunziata di Portoria, en Génova (Cristo, juez del Mundo).
Decoró el salón del Palazzo Lanzi en Gorlago, con escenas de la Ilíada. Trabajó en varios proyectos con su colega y amigo Cambiaso, incluyendo la capilla para el Duomo di San Lorenzo. Como arquitecto también construyó el Palacio de Tobia Pallavicino (actual Palacio Carrega-Cataldi), el Palacio Imperial y el Palacio Podestá. Parece ser que también se encargó de la remodelación de la iglesia de San Matteo de Génova y del diseño del palacio imperial de Campetto.
En 1564, todavía en Génova, Luis de Requesens le encargó el diseño del sepulcro de los marqueses del Zenete y planos para reformar su casa en España. Ello debió de ponerle en contacto con Álvaro de Bazán que dos años después partió de Génova llevando en sus galeras a algunos artífices italianos para emplearlos en el palacio que se proponía construir en el Viso (Ciudad Real), y entre ellos sin duda viajaría Castello, desde 1566 ausente de Génova. No hay otros datos de su trabajo en este palacio, que debió de centrarse en labores arquitectónicas antes de pasar al servicio de Felipe II de España, que en 1567 le encargó las trazas de la escalera conventual del Monasterio de El Escorial, según se desprende de una nota del propio rey en la que pedía examinar el modelo «de la escalera del bergamasco el cual no será menester q. venga q. es mejor q. lo veamos acá sin él».
A España llegó acompañado de sus hijos, Nicolás Granello (fruto del primer matrimonio de su mujer) y Fabricio Castello, padre del también pintor Félix Castelo.